# شرکت پالایش نفت اردن
شرکت پالایش نفت اردن (انگلیسی: Jordan Petroleum Refinery Company) شرکت دولتی پالایش و پخش فراورده‌های نفتی اردنی است، که در سال ۱۹۵۶ تأسیس شد.